# Eudrepanulatrix erubescens
Eudrepanulatrix erubescens là một loài bướm đêm trong họ Geometridae.